# St.-Petrus-Kapelle (Schulenberg)

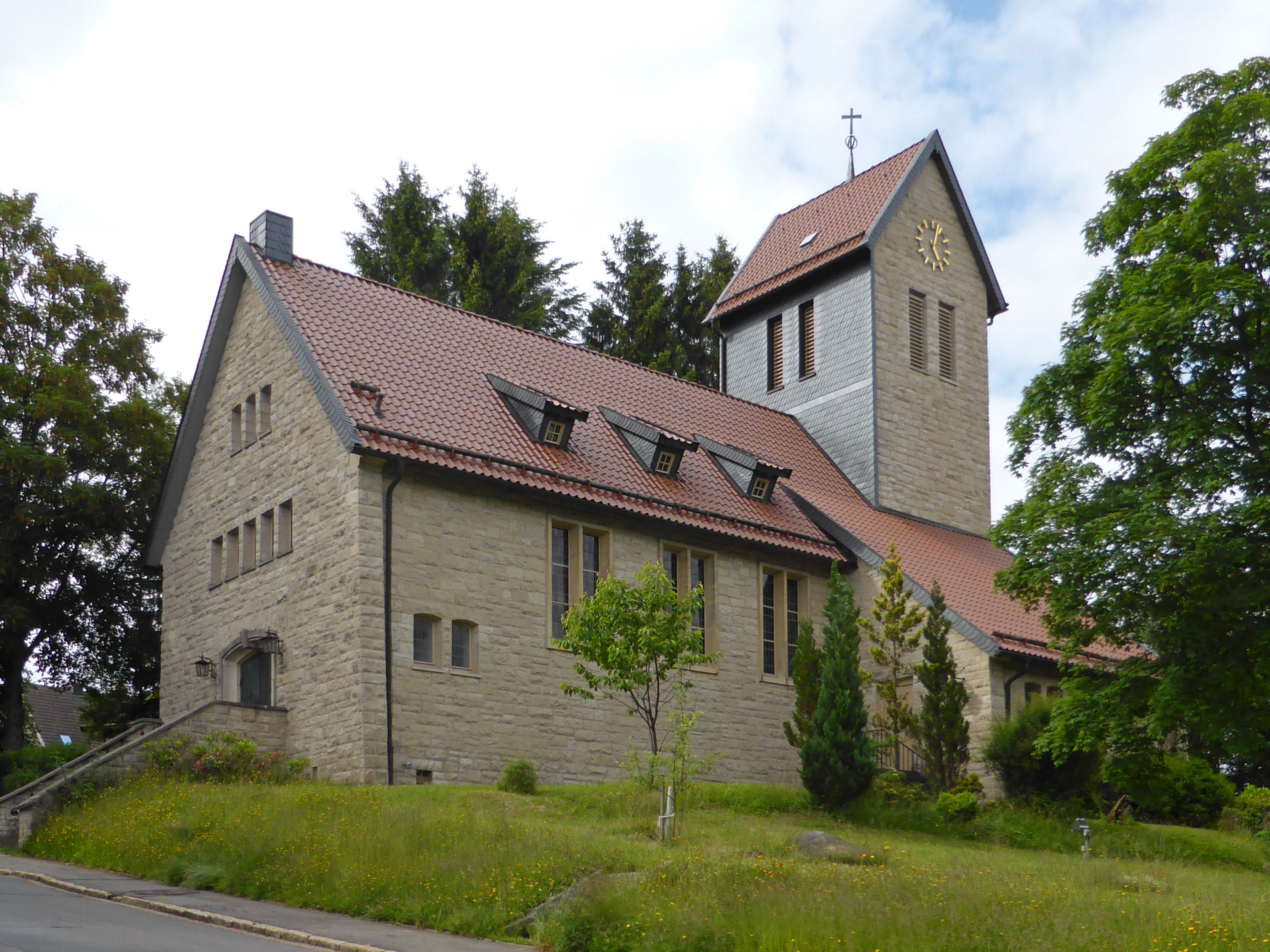
Sankt-Petrus-Kapelle

Die Sankt-Petrus-Kapelle ist ein Kirchengebäude in Schulenberg im Oberharz, einem Ortsteil von Clausthal-Zellerfeld.

## Geschichte
1893 wurde in Schulenberg eine evangelische Kirchengemeinde gegründet. Zwei Jahre später wurde auf Betreiben des Hüttenmeisters ein Kantor eingestellt, der neben dem Schulunterricht in der Gemeinde auch am Sonntag eine Betstunde für die Gemeinde Schulenberg abhalten sollte. Diese Betstunden fanden in der damaligen Schule statt.
Der damalige Superintendent Schneider sowie Oberkreisdirektor Kerl waren 1928 bestrebt, in dem neuen Schulenberg, welches nach der Flutung Unterschulenbergs durch die Okertalsperre neu errichtet werden sollte, eine Kapelle errichten zu lassen.

## Kapellengebäude
Der Grundstein zur 21 Meter langen Kapelle wurde am Freitag, dem 22. Oktober 1954, gelegt. Am 11. Juni 1955 wurde Richtfest gefeiert. Architekt des Gebäudes war Herr Münter. Am 6. November 1955 wurde die neue Kapelle mit einem Gottesdienst eingeweiht. Der Bau wurde in Dolomit-Gestein errichtet. Im Turm sind drei Läuteglocken aus Stahl untergebracht, welche vom Bochumer Verein 1955 gegossen wurden. 

### Inneres
Das sechs Meter hohe Kirchenschiff verfügt über 191 Sitzplätze. Der Altar mit Wandkruzifix stammt von 1955 und ist schlicht gehalten. Neben dem Altar befindet sich leicht erhöht eine kleine Kanzel mit hölzerner Brüstung. Im Chorraum steht  zudem ein Taufbecken mit obeliskenförmigem Sockel und einer Messingschale. Die vorhandene Orgel wurde 1966 von Emil Hammer gebaut und ersetzt ein zuvor genutztes Harmonium. Die Orgel wurde 1977 um ein Register erweitert und verfügt nun über ein Manual mit 5 Register und Pedal, gespielt wird über eine mechanische Traktur auf Schleifladen. Im Obergeschoss wurde 2008 neben der Orgel ein Gemeinderaum eingerichtet, der über eine Küche verfügt und als Winterkirche genutzt wird. Der Friedhof der Gemeinde befindet sich in Mittelschulenberg.
Zum 1. Januar 2009 wurde die Gemeinde Schulenberg aufgelöst, nachdem diese nur noch 150 Mitglieder aufwies. Die Gemeindemitglieder wurden in die Sankt-Nikolai-Gemeinde in Altenau umgepfarrt.

## Mythologie
Der Sage nach soll man heutzutage noch die alten Glocken der Kirche von Unterschulenberg hören können. Damals gab es jedoch keine Kirche und somit auch keine Kirchenglocken.